# Guerino Vanoli Basket
O Guerino Vanoli Basket, também conhecido como Vanoli Basket, é um clube profissional situado na cidade de Cremona, Lombardia, Itália que atualmente disputa a Liga Italiana. Foi fundado em 1999 e manda seus jogos na PalaRadi com capacidade para 3519 espectadores.

## Jogadores Notáveis
- Flavio Portaluppi (2005–2008)
- Keith Langford (2006-2007)
- Quadre Lollis (2006-2009)
- Silvio Gigena (2007-2009)
- Dante Calabria (2008-2009)
- Troy Bell (2008-2010)
- E. J. Rowland (2009-2011)
- Blagota Sekulić (2010-2011)
- Artur Drozdov (2010-2011)
- Von Wafer (2011)
- Michalis Kakiouzis (2011)
- Marko Milic (2010-2012)
- Andrija Stipanović (2012-2013)
- Jason Rich (2012, 2013-2014)
- Marco Cusin (2007-2010, 2014-presente)
- Luca Vitali (2012-2013, 2014-presente)

## Treinadores Notáveis
- Andrea Trinchieri (2004-2007)
- Attilio Caja (2010, 2011-2012)
- Cesare Pancotto (2013-presente)